# Sant Joan de Salelles
Sant Joan de Salelles és una població del municipi baixempordanès de Cruïlles, Monells i Sant Sadurní de l'Heura. El 2005 tenia 19 habitants.
Ja formava part de l'antic municipi de Cruïlles quan el 1974 es va formar l'actual municipi per fusió de tres d'anteriors.
El seu edifici més important és l'església romànica de Sant Joan de Salelles.